# محافظة القرى
محافظة القرى هي محافظة تقع على جبال السروات تتبع منطقة الباحة غرب المملكة العربية السعودية وتعتبر البوابة الشمالية لمنطقة الباحة وأولى المحطات السياحية التي تواجه المصطاف في طريقه من الطائف إلى الباحة،  وعبر الجبال والتلال التي تتموج على جنباتها المدرجات الزراعية وتتناثر الأشجاروالشجيرات والأعشاب الخضراء مشكلة لوحة من الجمال الطبيعي للكون. وتتميز محافظة القرى بوقوعها على طريق الحجاز الدولي المزدوج مما جعلها ذات أهمية كبيرة بين محافظات المنطقة.

## الموقع الجغرافي
تقع محافظة القرى على مرتفعات جبال الحجاز بين خط طول (41) وعرض (20) وترتفع عن سطح البحر بما يقرب من (2200)م وتقع بالنسبة لمنطقة الباحة شمالًا، إذ تقع على طريق الحجاز وهو الخط الرئيس الذي يربط الطائف - الباحة وتبعد عن الباحة بنحو 40 كم وعن الطائف بنحو 180 كم وعن أبها نحو 370 كم.

## السكان
- بلغ عدد سكان محافظة القرى (19,586) نسمة حسب تعداد السعودية 2022، عدد السعوديين (15,978) نسمة، وعدد غير السعوديين (3,608) نسمة.[5]
- بلغ عدد سكان محافظة القرى وضواحيها أكثر من 31,480 نسمة حسب إحصاء عام 2010.[6]

## التضاريس
تضاريس المحافظة مشابهة لتضاريس الباحة حيث تعتبر محافظة جبلية زراعية.
ويوجد بها جبل شمرخ : بضم الشين والراء جبل يقع شمال شرق ، جبال عيسان ، وادي قرية سبيحة في السراة ومنه طريق الطائف الباحة والمسمى بطريق الحجاز و وادي بيده ويقع شمال شرق مدينة الباحة بنحو 20كم، وهو من أهم أودية السراة يبدأ من أسفل جبل العرق من الجنوب ويجتمع مع سيل العاصد في السواسية فوادي تربه تقع على ضفتيه الشرقية والغربية عدد من القرى ويشتهر بزراعة الرمان الذي كان يصدر لجميع مناطق المملكة والخليج، وكذلك زراعة الخوخ والمشمش والعنب بالإضافة إلى القمح والذرة ، كما يوجد في أعلى الوادي أحد أكبر السدود في المنطقة وهو سد بيدة، وهو يحجز كمية كبيرة من المياه التي تشكل بحيرة كبيرة تقع بين تلك الشعاب، كما تتمتع المدينة بالعديد من المناطق الأثرية مثل قلعة بخروش.

## المناخ
مناخها معتدل حيث يكون الجو في الصيف دافئا تتخلله الأمطار أحيانا وفي الشتاء أجواء باردة والضباب وزخات من المطر. وتعد محافظة القرى من المصائف الرائعة الأجواء وتضم العديد من المواقع الأثرية النادرة.
| المناخ في القرى | المناخ في القرى | المناخ في القرى | المناخ في القرى | المناخ في القرى | المناخ في القرى | المناخ في القرى | المناخ في القرى | المناخ في القرى | المناخ في القرى | المناخ في القرى | المناخ في القرى | المناخ في القرى |
| درجة الحرارة    | درجة الحرارة    | درجة الحرارة    | درجة الحرارة    | درجة الحرارة    | درجة الحرارة    | درجة الحرارة    | درجة الحرارة    | درجة الحرارة    | درجة الحرارة    | درجة الحرارة    | درجة الحرارة    | درجة الحرارة    |
| شهر             | يناير           | فبراير          | مارس            | أبريل           | مايو            | يونيو           | يوليو           | اغسطس           | سبتمبر          | أكتوبر          | نوفمبر          | ديسمبر          |
| --------------- | --------------- | --------------- | --------------- | --------------- | --------------- | --------------- | --------------- | --------------- | --------------- | --------------- | --------------- | --------------- |
| العظمى م°       | 19.9            | 20.7            | 26.7            | 28.7            | 32.3            | 35.1            | 34.4            | 34.3            | 33.9            | 29.6            | 25.4            | 20.7            |
| الصغرى م°       | 3.4             | 5.5             | 10.7            | 15.1            | 18.6            | 21.7            | 22.9            | 22.9            | 20.5            | 15.5            | 11.9            | 4.1             |

## الأسواق الشعبية
- سوق الربوع الشهير في الأطاولة الذي يعقد يوم الأربعاء اسبوعيا له هيئة تشرف عليه ولوائح تؤمن سلامة مرتاديه بضائعهم وتضمن تنقلهم في الاطاوله لمدة ثلاثة أيام قبل السوق ويوم السوق ويوم بعدالسوق وما زال السوق قائمًا تباع فيه الاغنام والحبوب وغيرها من التجارة القديمة ولكن الإقبال على السوق ليس كبيرًا لوجود أسواق تجارية حديثة وكل ما يحتاجه المواطن.

## المراكز التابعة لها

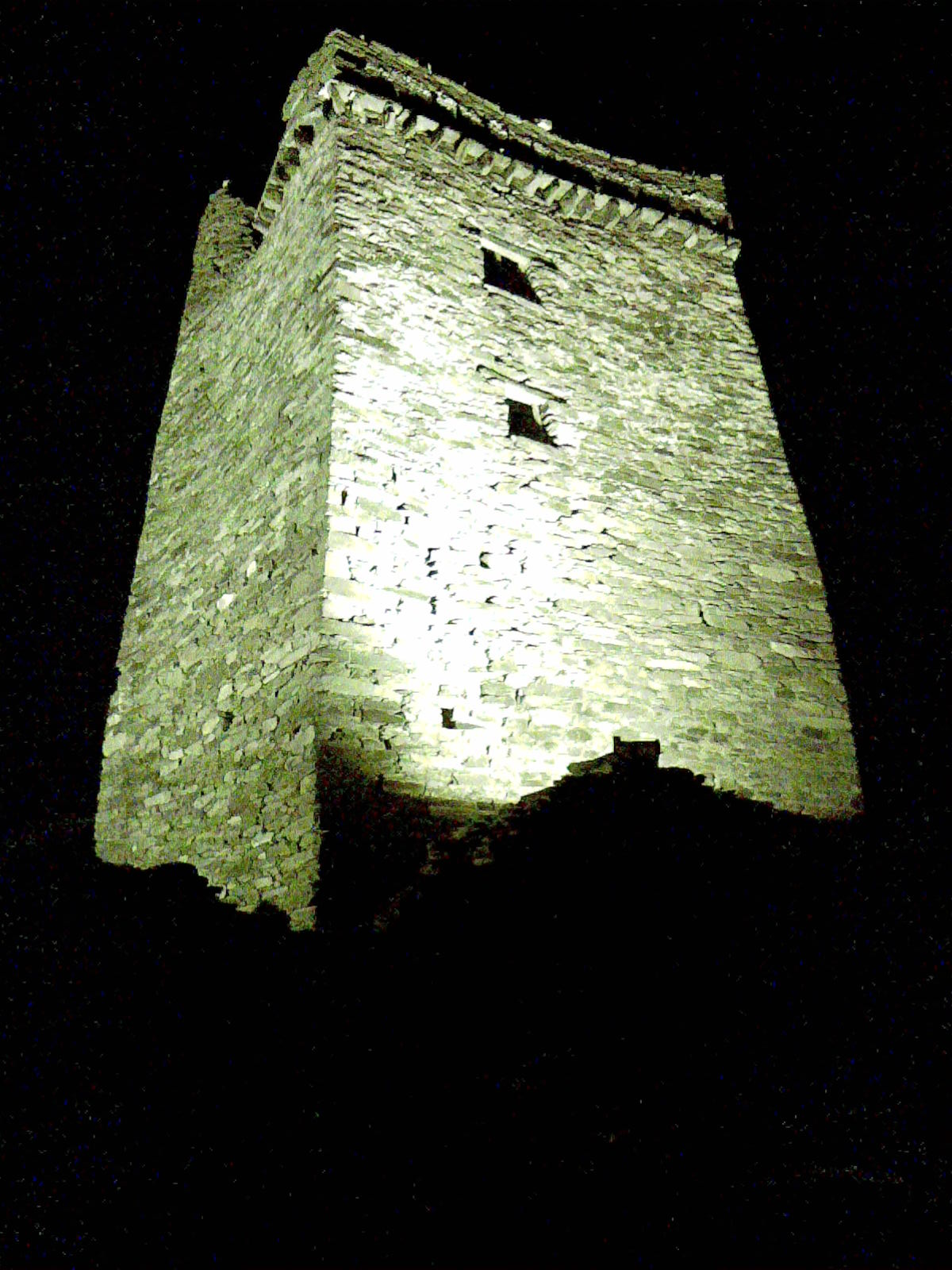
حصن الزهوان

1. مركز بني عدوان وبني حرير وحاضرته حظى.
2. مركز بيدة وحاضرته ال زياد.
3. مركز معشوقة وحاضرته المطيرية.
4. مركز نخال وحاضرته مهد عشرة.
5. مركز تربة الخيالة وحاضرته تربة الخيالة.
6. مركز الاطاولة

## أهم قرى المحافظة

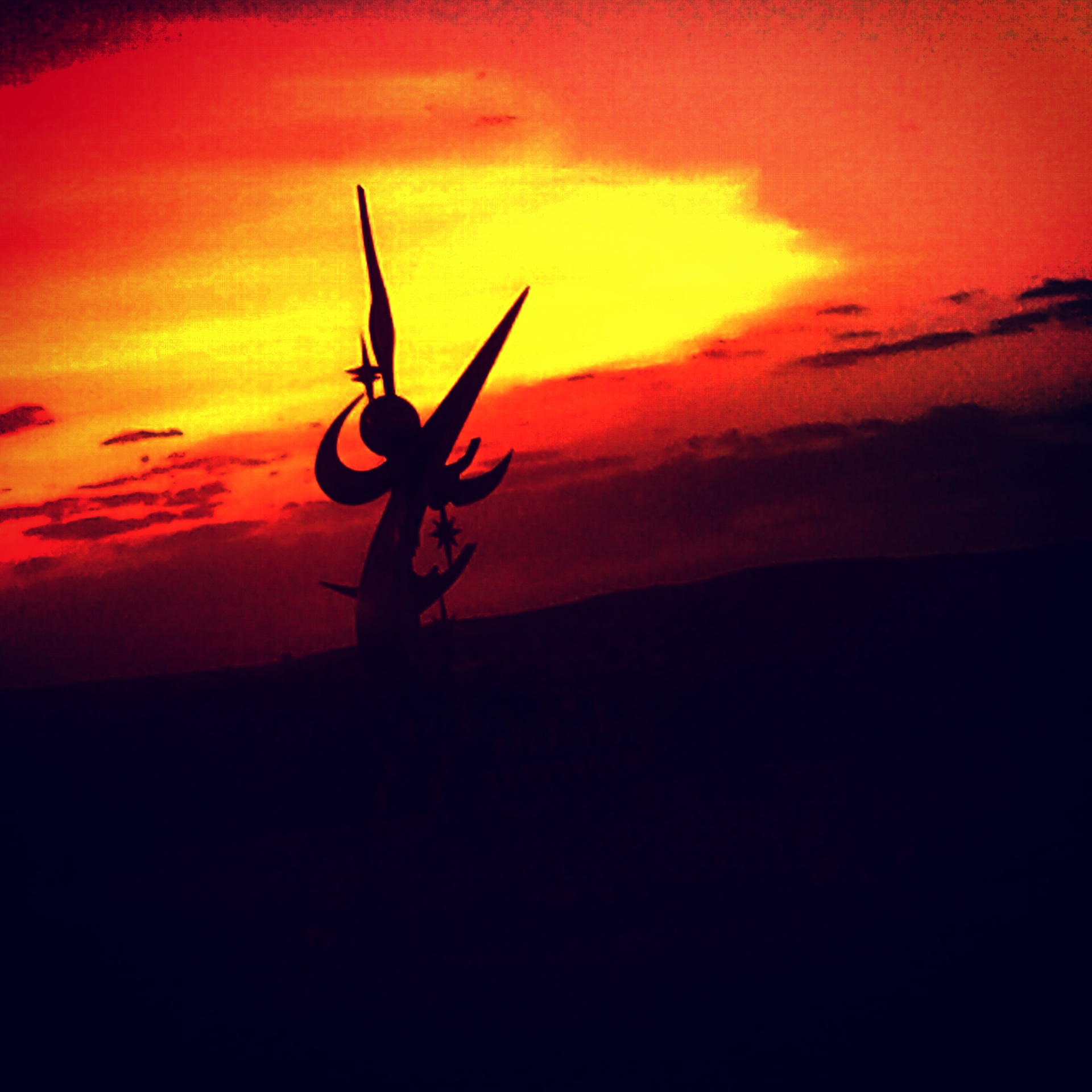
مُجسّم في قرية سبيحة

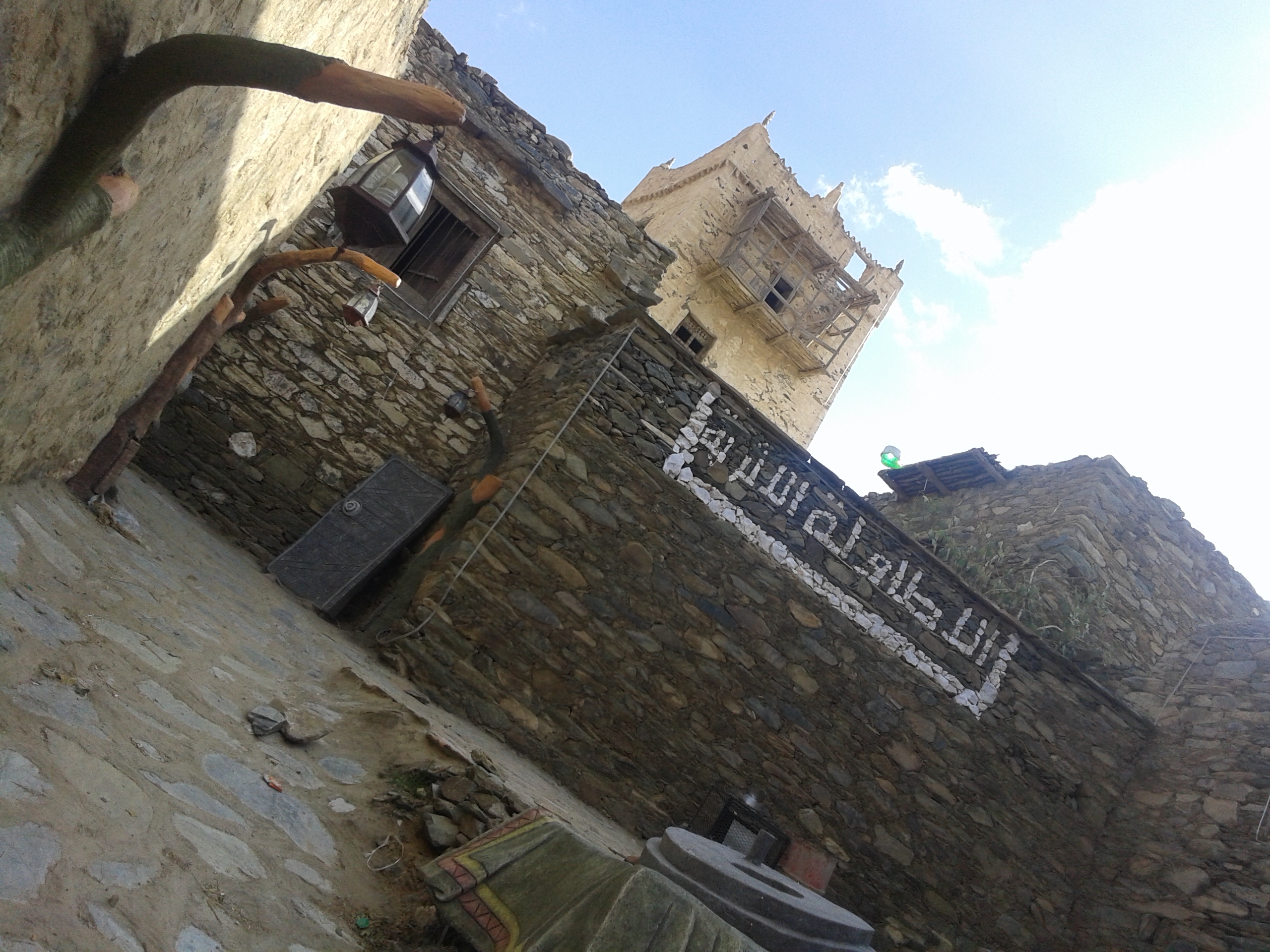
قرية الأطاولة الأثرية

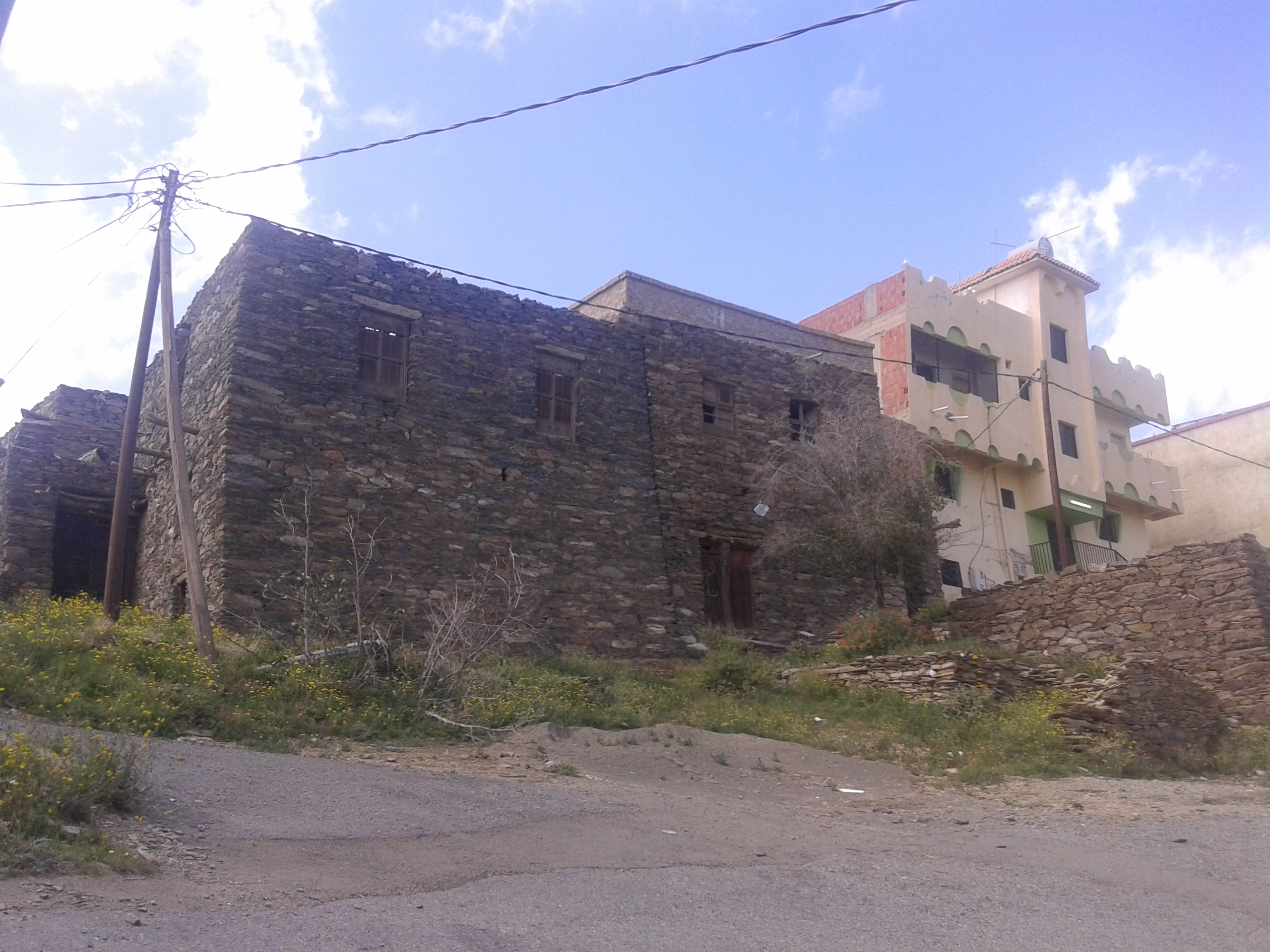
قرية الكرادسة

ترتبط بالمحافظة 121 قرية أهمها:
- الريعة
- الغتامية
- بني محمد
- الأطاولة
- القوارير
- آل دكان
- العقلة
- التويمات
- القعصة
- المكاتيم
- بيدة
- القهاد
- تربة الخيالة
- الحكمان
- سبيحة
- مهد العشرة
- ال زياد
- معشوقة
- الأشتاء
- محوية
- منضحة
- حظى
- بطحان
- نخال
- الكرادسة
- الكلبة
- الوهدة
- القهبان
- الضحوات
- الحبشة
- قرية الحسن
- المثيلة
- المشارق
- ال سعيدان
- الصعدان
- الثراوين
- القسمة
- الحمود
- منحل
- آل سرور
- ال فقار

## الأكلات الشعبية
لا شك أن للظروف البيئية بصمات في نوعية الأكلات بالإضافة إلى تأثيرات الحياة الاقتصادية وما توفره الطبيعة من مناخ أو ما تجود به الأرض من محاصيل زراعية.
واشتهرت منطقة الباحة بأكلات شعبية وما زالت تمثل مظهرًا من مظاهر الافتخار بإعدادها وتناولها إضافة إلى كونها مظهرًا من مظاهر الكرم وتكريم الضيف.
ومن هذه الأكلات الشهيرة:
- الدغابيس: من أشهر الأكلات الشعبية ويدخل ضمن عناصر صناعتها دقيق الذرة والبر أو دقيق الدخن والبهارات والبصل والسمن والعسل .
- الكبسة: الأكلة الرئيسية المفضلة وتصنع من الأرز واللحم والزبيب مع ذبائح كاملة من الخرفان والماعز .
- اللبزة: وتصنع من نفس العناصر السابقة لأكلة الدغابيس .
- المثرية: وتصنع من الدقيق واللحم والمرق والسمن والعسل .
- الملبنة: وتصنع من دقيق الذرة أو دقيق الدخن والبهارات والسمن والعسل .
- الخبزة: وتعجن من دقيق القمح أو الذرة وتطرح على صخر رقيق تحت لهوبة النار .
- العصيدة: وتصنع من الدقيق وتطهى على النار ومن ثم يتم عركها جيدًا وأكلها مع السمن والمرق .

من أبرز ما يميز المنطقة ما يقدمونه من أكلات خفيفة عند التزاور حيث تقوم الأسر بتبادل الزيارات في أوقات معينة وبدون أخطار مسبق مما يدل على البساطة والكرم فيقدم المضيف لضيوفه القوة العربية والشاي والنعناع والتمر والعسل والفواكه واللوز الذي تشتهر به المنطقة.